# Arthrodeis rotundatus
Arthrodeis rotundatus là một loài bọ cánh cứng trong họ Tenebrionidae. Loài này được Solier miêu tả khoa học đầu tiên năm 1834.